# Biphyllus oshimanus
Biphyllus oshimanus is een keversoort uit de familie houtskoolzwamkevers (Biphyllidae). De wetenschappelijke naam van de soort werd in 1988 gepubliceerd door Takehiko Nakane.